# Kennedy Summers
Kennedy Summers (n. 3 de marzo de 1987 en Berlín, Alemania) es una modelo estadounidense que apareció en el póster central de la revista Playboy.

## Biografía

### Primeros años
Kennedy nació en Berlín: proviene de una familia estadounidense que trabajaba en el ejército de los Estados Unidos pero se mudó junto a sus padres a Virginia, donde inició sus estudios.
Luego de terminar su vida escolar, Summers incursionó como enfermera durante toda su adolescencia en el Hospital de Chicago donde obtuvo un buen desempeño, terminando en este a finales de 2009.
El 15 de octubre de 2022 contrajo matrimonio en Las Vegas con Nahuel Escalante.

### Carrera
En enero de 2010 empezó su carrera como modelo en pequeñas secciones de Victoria's Secret donde también recurría en Pequeñas pasarelas y luego decidió finalizar en este para anunciarse en 20 de octubre de 2013 como próxima modelo en la revista Playboy.
Tras ser elegida como la Playmate del mes de diciembre de 2013, en los últimos día de diciembre y para darle fin de año a 2013 Kennedy tuvo mucho éxito gracias a las fotografías que le hizo Josh Ryan. 
Quedó en primer lugar después de las elecciones de Playmate del año, siendo así la ganadora y Playmate 2014 dejando a modelos como Jaslyn ome y Audrey Aleen Allen en ocupar puestos cercanos.